# 吾妻町 (長崎県)
吾妻町（あづまちょう）は、長崎県の島原半島にあった町で、南高来郡に属した。
2005年10月11日に周辺6町と新設合併し、雲仙市として市制を施行したため、自治体としては消滅した。
現在、旧吾妻町役場に雲仙市役所本庁が置かれている。

## 地理
島原半島の北西部に位置し、島原湾に面する。
- 山：吾妻岳、鉢巻山
- 島嶼：大島[1]、中ノ島、沖ノ島
- 河川：山田川、田内川、長谷川、牧ノ内川、園川、大塚川、湯田川、大木場川、田ノ平川、土井ノ川、江頭川

## 歴史
- 1889年（明治22年）4月1日 - 町村制施行により、南高来郡のうち後の町域にあたる以下の自治体が発足。
  - 守山村（守山村・三室村が合併）
  - 山田村（単独村制）
- 1954年（昭和29年）4月1日 - 守山村と山田村が新設合併し、吾妻村が発足。村名の由来は、地内南部にある吾妻岳による[2]。
- 1963年（昭和38年）4月1日 - 吾妻村が町制施行。吾妻町となる。
- 2005年（平成17年）10月11日 - 国見町、瑞穂町、愛野町、千々石町、小浜町、南串山町と合併し市制施行。雲仙市が発足し、吾妻町は自治体として消滅。

## 地域

### 地名
名を行政区域とする。大字は設置していない。吾妻町の前身である旧山田村・旧守山村では名の名称を十干に置き換えて表記していたが、合併後は十干を採用していない。
それぞれの名に対応する十干の詳細は、旧自治体頁の地名の節を参照
旧山田村
- 牛口名
- 馬場名
- 栗林名
- 布江名
- 川床名
- 永中名（えいちゅう）
- 阿母名（あぼ）

旧守山村
- 本村名
- 木場名
- 平江名
- 古城名
- 田之平名
- 大木場名

## 行政
- 町長 ： 浦川康二

## 教育

### 中学校
- 吾妻町立吾妻中学校

### 小学校
- 吾妻町立川床小学校
- 吾妻町立大塚小学校
- 吾妻町立鶴田小学校

## 交通
最寄り空港は長崎空港。

### 鉄道
- 島原鉄道
  - 阿母崎駅 - 吾妻駅

中心駅は吾妻駅。

### バス路線

#### 一般路線バス
- 島原鉄道バス
- 長崎県交通局（長崎県営バス）

### 道路
- 高速道路の最寄りインターチェンジは長崎自動車道諫早インターチェンジ。

#### 一般国道
- 国道57号
- 国道251号

#### 主要県道
- 長崎県道58号愛野島原線

## 産業
特産品
雲仙牛・ブロッコリー・がまだすちゃんぽん・がまだすラーメン・がまだす皿うどん

## 名所・旧跡・観光スポット・祭事・催事
- 守山城跡
- 守山大塚古墳
- 弘法原遺跡
- 牧場の里 - 牛が放牧されていて諫早湾を一望できる。中国の万里の長城を模したものがある。